# Phacidium eucalypti
Phacidium eucalypti är en svampart som beskrevs av G.W. Beaton & Weste 1977. Phacidium eucalypti ingår i släktet Phacidium och familjen Phacidiaceae.   Inga underarter finns listade i Catalogue of Life.